# Pseudicius courti
Pseudicius courti är en spindelart som först beskrevs av Zabka 1993.  Pseudicius courti ingår i släktet Pseudicius och familjen hoppspindlar. Inga underarter finns listade i Catalogue of Life.